# Isabel de Villena
Isabel de Villena (Valencia, Krone von Aragonien, 1430–1490) war die uneheliche Tochter von Enrique de Villena und einer unbekannten Adeligen, die zur Äbtissin des Königlichen Klosters La Trinidad in Valencia aufstieg. Als erste große Schriftstellerin, die ein Werk in katalanischer Sprache verfasste, verfasste sie eine Reihe religiöser Traktate, wobei ihr berühmtestes Werk  die Vita Christi (Leben Christi) war. Außerdem war sie auch eine Protofeministin, die versuchte, das negative Frauenbild ihrer Zeit durch ihre Schriften zu verändern.

## Leben
Isabel wurde 1430 als Elionor de Villena geboren und war das uneheliche Kind von Enrique de Villena, einem Adligen und Schriftsteller mit Beziehungen zur königlichen Linie von Kastilien und Aragonien und einer unbekannten Adligen. Seit ihrem vierten Lebensjahr wurde sie von der Königin Maria von Kastilien und Valencia erzogen. Sie lebte am Hof von Alfons V. von Aragon (dem Großmütigen), bis sie 1445 im Alter von fünfzehn Jahren als Nonne dem Klarissenkloster von La Trinidad, das von Königin Maria de Luna gegründet wurde, die auch die Hauptstifterin war, beitrat. 1462 wurde Isabel zur Äbtissin des Klosters gewählt und übernahm 1463 dessen Leitung. Sie war eine fähige Äbtissin, die eine Wirtschaftspolitik betrieb, um das Kloster, dem sie vorstand, zu verbessern. Schwester Isabel widmete ihr ganzes Leben dem Kloster und ihrer Schriftstellerei, bevor sie 1490 im Alter von 60 Jahren starb. Es wird angenommen, dass sie während eines Pestausbruchs starb.

## Werke
Isabel de Villena war nicht nur eine tüchtige Äbtissin, sondern auch eine erfolgreiche Schriftstellerin. Ihr bekanntestes Werk ist die unvollendete Vita Christi. Dieses Buch gilt als eine Antwort auf Jaume Roigs frauenfeindliches Buch Spill o Llibre de les dones (Spiegel oder Buch von Frauen), das 1459 erschien. Vita Christi veranschaulicht Isabel de Villenas feministische Weltanschauung. Möglicherweise lernte Isabel Jaume Roig, der Leibarzt von sowohl Königin Maria als auch vom Kloster La Trinidad, persönlich kennen. Isabels Buch war mit großer Sicherheit der Ausdruck ihrer Unzufriedenheit mit dem negativen Frauenbild ihrer männlichen Zeitgenossen.
Das Ziel der Vita Christi ("Leben Christi") war, die Leser dazu zu bewegen, sich mit dem Leiden von Christus zu identifizieren. Diese Art von Büchern war in Westeuropa seit dem 13. Jahrhundert bis zum 16. Jahrhundert sehr populär und wurde am häufigsten auf Latein geschrieben. Dennoch gab es aber auch einige, die in den einheimischen Sprachen Europas geschrieben wurden, wofür sich auch Isabel entschied, indem sie die katalanische Sprache für ihre Bücher verwendete. In diesem Rahmen schrieb sie eine Version des Lebens Christi in der einheimischen Sprache Valencias für die Nonnen ihres Klosters. Das Buch wurde nach ihrem Tod 1490 auf Veranlassung ihrer Nichte, der Königin Isabella I. von Kastilien, 1497 in Valencia von Lope de Roqua veröffentlicht.
Isabel de Villenas Vita Christi rückt die Frauen, die eine wichtige Rolle in Christi Leben spielten (zum Beispiel seine Mutter Maria und Maria Magdalena) in den Vordergrund. So beginnt Villenas Vita Christi  mit der Geburt der Jungfrau Maria und endet mit Mariä Himmelfahrt, wobei Marias und Elisabeths Heimsuchungen werden von Villena besonders ausführlich behandelt. Die Maria gewidmeten Textstellen enthalten auch Dialoge mit allegorischen Darstellungen von Fleiß und Barmherzigkeit, die bereits in Boethius’ Der Trost der Philosophie auftauchen. Dass weibliche Figuren in Isabels Buch genauso wichtig wie Jesus selbst sind zeigt sich auch daran, dass in den 37.500 Zeilen Jesus nur in ungefähr 4.000 Zeilen erwähnt wird und dass sogar die diffamierten Personen wie Eva und Maria Magdalena behandelt werden.

## Modernes Interesse
Isabel de Villenas Schriften sind immer noch relativ unbekannt, was insbesondere ihrem Geschlecht, aber auch der von ihr verwendeten Sprache, dem Valencianischen, geschuldet ist. Jedoch hat die Zunahme von feministischen Studien dazu beigetragen, dass ihre Werke wiederentdeckt wurden. Heutzutage wird ihre Vita Christi als eines der ersten feministischen Bücher der europäischen Literatur angesehen. Man vergleicht Villena sogar mit Christine de Pizan, einer weiteren protofeministischen mittelalterlichen Schriftstellerin. Dennoch ist Albert Hauf der Meinung, dass Villena wohl nicht ganz so feministisch wie angenommen wird war, denn die Frauen in ihren Büchern spielten nur eine wichtige Rolle, da das Zielpublikum ihrer Bücher weiblich war.

## Einflüsse
Nach Albert Hauf wurde Villenas Vita Christi von den Meditationes Vitae Christi (Überlegungen des Lebens Christi) des Pseudo-Bonaventuras besonders beeinflusst. Weiteren Einfluss könnten aber auch die zeitgenössische Vida de Jesucrist von Francesc Eiximenis und möglicherweise auch die Werke von Ubertino de Casale, der wiederum Eiximenis selbst stark beeinflusste, gehabt haben.